# Thomas Reid Peacock
Ne doit pas être confondu avec Thomas Reid.
Pour les articles homonymes, voir Reid et Peacock.
Thomas Reid Peacock (20 mai 1866 - 10 novembre 1937) était un architecte écossais ayant émigré au Canada pour y poursuivre sa carrière. La ville de Québec lui doit de nombreuses réalisations. Malheureusement, bien qu'une partie de son œuvre soit parvenue jusqu'à nous, certaines des constructions dont il est l'auteur furent plus tard démolies pour diverses raisons.

## Biographie

### Formation et parcours professionnel
Fils de Thomas Reid Peacock et de Catherine Binny Webster, Thomas Reid Peacock naît à Édimbourg, en Écosse dans une famille qui ne comptera que trois enfants. Ses années de scolarité le conduisent d'abord à fréquenter l’Edinburgh High School (en). C'est à Édimbourg qu'il acquiert sa formation d'architecte de 1885 jusqu'en 1890 auprès de George Washington Browne (en). Il fit ses débuts comme dessinateur pour le cabinet d'architectes Peddie & Kinnear, fondé par John Dick Peddie (en) et Charles Kinnear (en). Il y reste deux années. Par la suite, il travailla de 1893 à 1896 sous la houlette de Robert Rowand Anderson. Son parcours professionnel se poursuit ensuite à Glasgow; il est engagé par la firme Thomson & Turnbull à titre d’assistant principal. Il en devient l'un des associés en 1898 pour former la Thomson, Turnbull  &   Peacock. La mort de Robert Turnbull en septembre 1905 le décide à ouvrir son propre bureau d'architecte. C'est pourtant à Québec qu'il passera le reste de sa vie à partir de 1906 choisissant le Canada comme terre d'accueil pour émigrer.
Arrivé à Québec en septembre 1906, il travaille au bureau de l'architecte Georges-Émile Tanguay à titre de dessinateur en chef et plus tard il se joindra à celui de René-Pamphile Lemay en tant qu'assistant architecte. Quatre années se seront alors écoulées et, en 1910, Peacock décide d'ouvrir son propre cabinet sur l'avenue de Salaberry. Entre-temps, il devient membre de la Literary and Historical Society of Quebec et de la St. Andrew's Society. En 1910, il retourne brièvement en Écosse pour épouser Ena Stewart à Glasgow pour revenir s'installer définitivement avec son épouse à Québec. En 1911 il devient membre du Royal Institute of British Architects (RIBA) et, en 1921, il est fait compagnon de cet institut britannique fondé en 1834,. Il est l'architecte de l'Empire Theatre, une ancienne salle de cinéma, qui abrite maintenant une partie du magasin Simons dans le Vieux-Québec sur la côte de la Fabrique.

### Activités non professionnelles
Outre ses occupations professionnelles, Thomas Reid Peacock a partagé son temps entre diverses activités tant administratives que sportives ou autres. En 1935, il devient président de la Literary and Historical Society of Quebec et, en 1937, s'ajoute la charge de président de la St. Andrew's Society. Il a été membre du Garrison Club et marguillier de la cathédrale Holy Trinity. Aimant s'adonner au golf, au curling et à la pêche, il était membre du Kent Golf Club, du Victoria Curling Club et du Colbert Fishing and Game Club. Il décède le 10 novembre 1937 des suites d'une brèves maladie ne laissant qu'un fils.

## Sources
: document utilisé comme source pour la rédaction de cet article.
- Les informations pour cet article proviennent en grande partie de l'article intitulé "Thomas Reid Peacock, un grand architecte méconnu", Jean-François Caron, publié dans la revue Québecensia, bulletin de la Société historique de Québec, vol. 32, no 2, novembre 2013, p. 9 à 13, Lire en ligne